# Hôn nhân cùng giới ở Québec
Hôn nhân cùng giới ở Quebec đã được hợp pháp từ 19 tháng 3, 2004. Quebec trở thành tỉnh thứ ba ở Canada (sau Ontario, British Columbia) và là đại phương thứ năm trên thế giới hợp pháp hôn nhân cho các cặp đồng tính.

## Ý kiến công chúng
Một khảo sát năm 2017 của CROP cho thấy Quebec có mức độ ủng hộ hôn nhân cùng giới cao nhất Canada, với 80%. Tính cả nước, 74% người Canada cho rằng "tuyệt vời khi ở Canada, hai người cùng giới có thể kết hôn", trong khi 26% không đồng ý.